# Гнилица (приток Псёла)
Гнилица (укр. Гнилиця) — левый приток реки Псёл, протекающий по Великобагачанскому району Полтавской области Украины.

## География
Длина — 20 км. Река течёт в южном, затем в западном направлении, после в среднем и нижнем течении в юго-западном направлении. Река берёт начало на болотном массиве в балке в селе Огировка (Великобагачанский район). Впадает в реку Псёл западнее села Борки (Великобагачанский район).
Долина в верховье глубокая и представлена балкой, в низовье — широкая. На реке создано несколько прудов. В верхнем течении река летом пересыхает. В приустьевой части реки к руслу примыкает группа озёр. На протяжении всей длины реки пойма очагами заболочена с тростниковой и луговой растительностью.
Приустьевая часть реки проходит по ландшафтному заказнику местного значения Географический центр Полтавщины.
Крупных притоков нет.

## Населённые пункты
Населённые пункты на реке (от истока до устья):
1. Огировка
2. Коноплянка
3. Борки